# Heinrich Kammerahl
Heinrich („Heinz“) Kammerahl (* 15. März 1893 in Wesermünde; † 17. Mai 1971) war ein deutscher Politiker (SPD/SED) und Gewerkschafter.

## Leben
Kammerahl, Sohn eines Hafenarbeiters, erlernte nach einer achtjährigen Volksschulausbildung den Beruf des Klempners und Installateurs. Im Jahr 1913 trat er der Sozialdemokratischen Partei Deutschlands (SPD) und dem Deutschen Metallarbeiter-Verband (DMV) bei. Von 1914 bis 1918 war er Soldat im Ersten Weltkrieg.
Zwischen 1918 und 1933 übte Kammerahl zahlreiche wichtige politische und gewerkschaftliche Funktionen aus. Er war Unterbezirksvorsitzender der USPD für Bremerhaven, ab 1924 – als Nachfolger von Heinrich Jensen – Unterparteisekretär der SPD Unterweser, Bürgervorsteher in Lehe und in Wesermünde sowie zwei Jahre Betriebsratsmitglied beim Norddeutschen Lloyd und ADGB-Vorsitzender in Bremerhaven. Kammerahl war auch Führer des Reichsbanners Schwarz-Rot-Gold in Wesermünde und Mitglied der Arbeiterwohlfahrt.
Nach der „Machtergreifung“ der Nationalsozialisten beteiligte sich Kammerahl am antifaschistischen Widerstand. Am 3. März 1933, zwei Tage vor der Reichstagswahl, nahm er an einem Demonstrationszug von SPD und KPD gegen den Faschismus von Bremerhaven nach Lehe teil. Auf dem Leher Neumarkt hielt er seine letzte große Rede gegen den Faschismus. „Mit dem Stimmzettel werden wir sie besiegen“, rief er aus. Kammerahl wurde am 2. Mai 1933 im Rahmen der Zerschlagung der Gewerkschaften verhaftet und bis zum Jahr 1936 in „Schutzhaft“ festgehalten. Nach seiner Entlassung stand er zeitweilig unter Polizeiaufsicht. Im Jahr 1944 wurde er erneut verhaftet und in das KZ Sachsenhausen verschleppt.
Nach der Befreiung vom Nationalsozialismus war Kammerahl zunächst Bürgermeister in Gölsdorf und Seyda (Sachsen-Anhalt) bzw. SPD-Parteisekretär des Unterbezirkes Wittenberg-Zerbst und danach bis April 1946 in Bernburg. Im Jahr 1946 wurde er Mitglied der Sozialistischen Einheitspartei Deutschlands (SED). Von April bis Dezember 1946 fungierte Kammerahl als Erster Vorsitzender des SED-Kreisvorstandes Bernburg, ab Dezember 1946 als Erster Vorsitzender des SED-Bezirksvorstandes Halle-Merseburg und 1948/49 als Erster Vorsitzender der SED-Kreisleitung Halle-Merseburg. Im Sommer 1949 war er kurzzeitig Zweiter Sekretär der SED-Stadtleitung Halle (Saale), besuchte er anschließend die Parteischule in Kleinmachnow. Im Jahr 1950 war er kurze Zeit im SED-Landesvorstand tätig. Von 1950 bis August 1951 war er Erster Sekretär des Landesvorstandes der Nationalen Front in Sachsen-Anhalt. Im Jahr 1946 wurde Kammerahl in den Landtag von Sachsen-Anhalt gewählt, dem er bis 1950 angehörte. Er wirkte dort im Geschäftsordnungsausschuss und im Sozialpolitischen Ausschuss mit. Später war er Mitarbeiter der SED-Bezirkszeitung „Freiheit“. Als solcher wurde er 1963 mit dem Vaterländischen Verdienstorden in Silber ausgezeichnet.